# Gettysburg Cyclorama
Gettysburg Cyclorama är en cykloramamålning, som målades av Paul Philippoteaux och som visar Pickett's Charge, Sydstatsarméns anfall mot Nordstatsarmén under slaget vid Gettysburg den 3 juli 1863. Det målades fyra versioner, varav två har bevarats.
Den första versionen av målningen blev färdig 1883 och ställdes ursprungligen ut i Chicago. Efter att ha varit försvunnen en tid, återupptäcktes den 1965 och köptes 2007 av en okänd grupp investerare från North Carolina i USA. Den andra versionen ställdes ursprungligen ut i Cyclorama Building i Boston och har därefter varit utställd i olika lokaler i Gettysburg. Den tredje versionen, från början utställd i Philadelphia, anses vara förstörd, medan den fjärde versionens öde, efter att ursprungligen ha varit utställd i Brooklyn i New York, är okänd.

## Historik

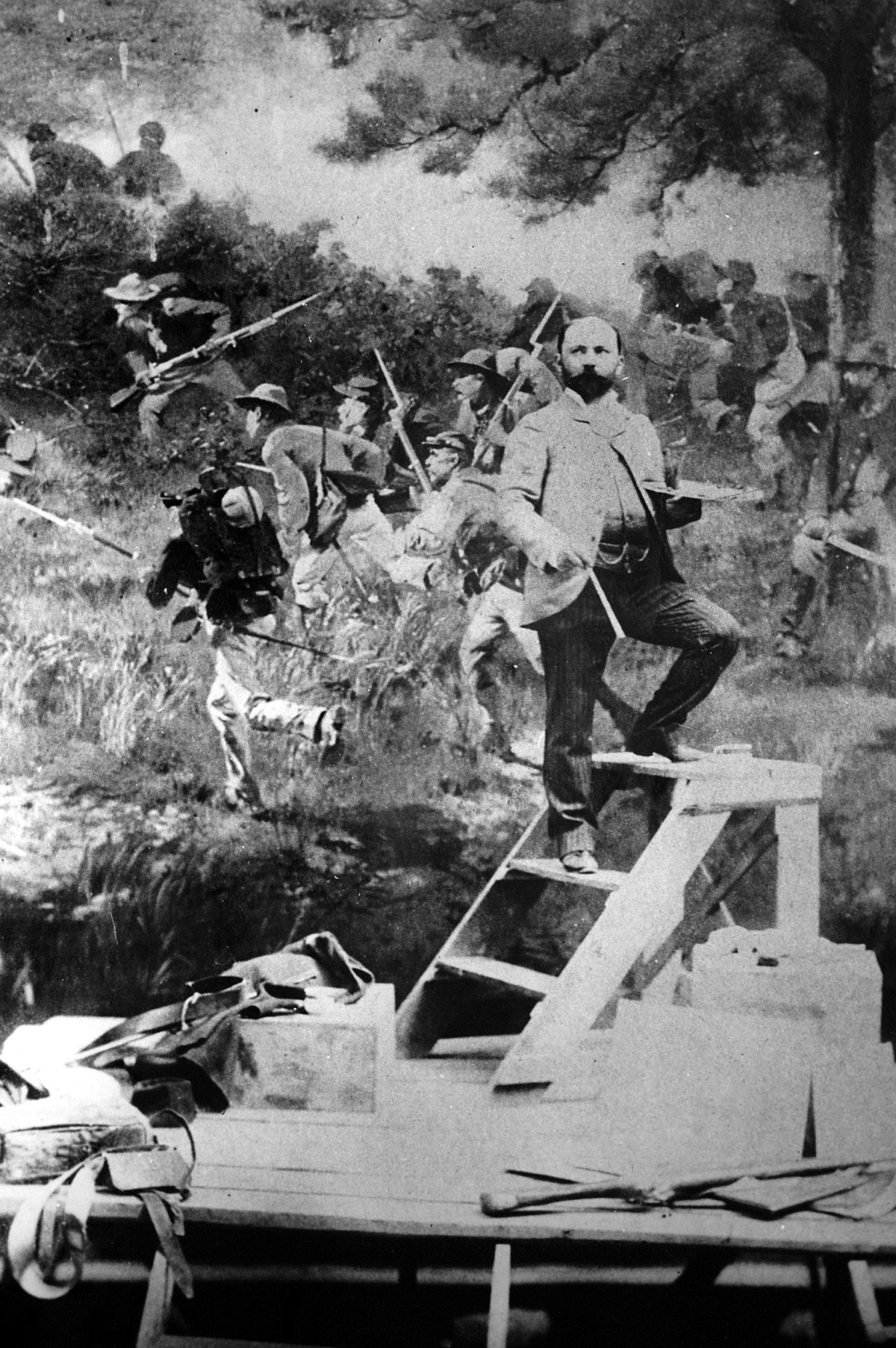
Paul Philippoteaux i färd med att måla Gettysburg Cyclorama

Paul Philippoteaux målade från 1871 ett antal cykloramor. Han kontrakterades 1879 av en grupp finansiärer i Chicago för att måla ett cyklorama över slaget vid Gettysburg. Han tillbringade flera veckor i april 1882 vid slagfältet i Gettysburg för att skissa och fotografera landskapet där, och undersökte sorgfälligt omständigheterna kring slaget under flera månader. Han lät bygga en träplattform längs nuvarande Hancock Avenue och drog en cirkel med 12,2 meters radie runt denna med pålar i marken för att dela in området i tio sektioner. Den lokala fotografen William H. Tipton tog därefter tre foton av varje sektion med fokus på förgrunden, landskapet bakom samt horisonten. De tre fotona, sammanfogade, bildade grunden till målningens komposition. Paul Philippoteaux intervjuade också ett antal överlevande från slaget, inklusive unionssidans generaler Winfield S. Hancock, Abner Doubleday, Oliver Otis Howard och Alexander Stewart Webb.
Paul Philippoteaux anställde sin far och fyra andra medhjälpare för att slutföra arbetet, vilket tog mer än ett och ett halvt år. Den färdiga målningen vägde över sex ton. I färdigt skick inkluderade cykloramautställningen också ett antal artefakter som stenmurar, träd och stängsel.
Målningen visades första gången för allmänheten i Chicago oktober 1883, varvid General John Gibbon, en av nordsidans befälhavare vid Pickett's Charge, avgav ett positivt omdöme. Utställningen i Chicago var såpass framgångsrik att affärsmannen Charles L. Willoughby beställde en andra version. Denna visades i Cyclorama Building vid Tremont Street i Boston, Massachusetts från december 1884. Fram till 1892 sågs den av omkring 200 000 personer.

## Bostonversionen
Till 1891 ställdes Bostonversionen ut i Cyclorama Building i Gettysburg. År 1891 byttes den tillfälligt ut mot rundmålningen Kristus korsfästelse, också den utförd av Paul Philippoteaux. Efter att målningen kommit tillbaka till Gettysburg 1892, förvarades den i en 15 meter lång låda bakom utställningssalen, där den utsattes för väder och vind, tjuvar som stal brädor från lådan och två bränder. Slutligen såldes den 1910 i dåligt skick till Albert J. Hahne i Newark, New Jersey. Hahne ställde ut delar i sitt varuhus i Newark från 1911, och andra delar visades i offentliga byggnader i New York, Baltimore, Maryland och Washington, D.C.

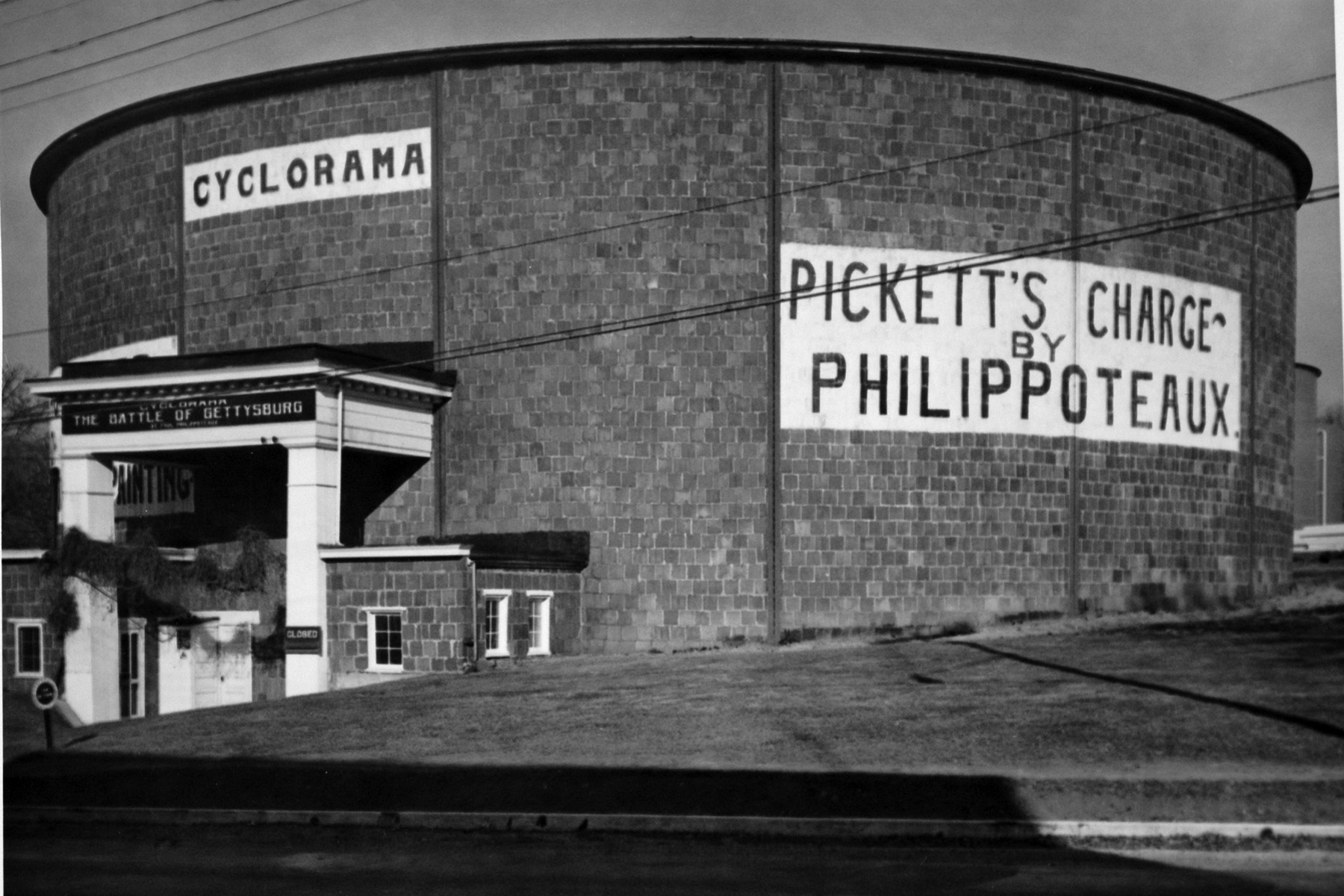
Den ursprungliga Cyclorama building vid Baltimore Street i Gettysburg

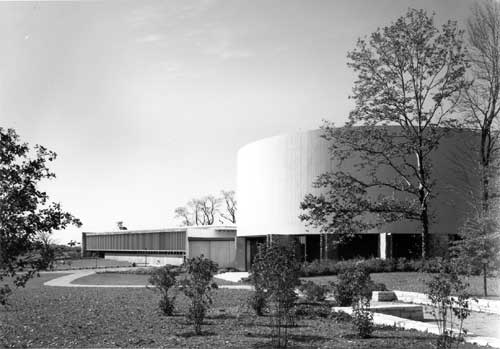
Den tidigare Cyclorama Building av Richard Neutra i Ziegler's Grove, riven 2013

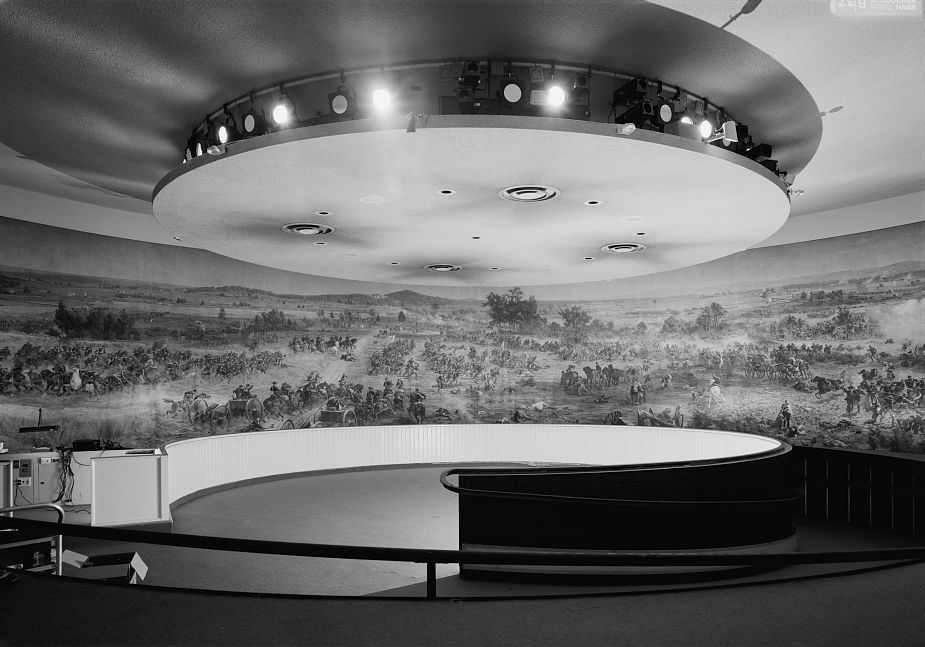
Interiörbild av Gettysburg Cyclorama i Richard Neutras cykloramabyggnad

I september 1912 började en ny cykloramabyggnad uppföras vid Baltimore Street i Gettysburg. Denna invigdes 1913 vid 50-årsjubileet av slaget vid Gettysburg med målningen åter i rundform. Byggnaden var inte uppvärmd och läckte från taket, varför målningen ytterligare skadades. Den köptes av National Park Service 1942, vilken flyttade den till platsen för Ziegler's Grove nära det nyuppförda besökscentrum 1961, efter en ytterligare renovering.
Cykloramat var öppet för allmänheten till 2005, då utställningen stängdes för ännu en renovering av målningen. Samtidigt byggdes en ny utställningslokal i det nya Gettysburg Museum and Visitor Center vid Hunt Avenue. Målningen återinvigdes i september 2008. Den tidigare cykloramabyggnaden revs 2013.

## Chicagoversionen
Chicagoversionen sändes på turné till åtta amerikanska städer, innan den återvände till Chicago 1933, där den ställdes ut på World's Fair. Den förvarades därefter på ett lager, tills den 1965 köptes av konstnären och konstsamlaren Joseph Wallace King från Winston-Salem, North Carolina, som hade sett målningen 1933 vid Världsutställningen i Chicago. Många år senare beskrev han hur storslaget han då upplevt målningen. Vid Kings köp bestod målningen av 13 enskilda målningar, som sytts samman. Han lät tillfoga två extra scener till sammanlagt 125 meters längd. Målningen förvarades efter 1933 mestadels upprullad. Den donerades av Joseph Wallace King till Wake Forest University 1996, som sålde den 2007 till en okänd grupp investerare i Raleigh i North Carolina.

## Bildgalleri

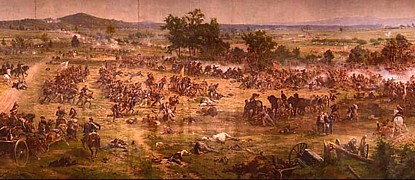
Pickett's Charge uppför Cemetery Ridge.
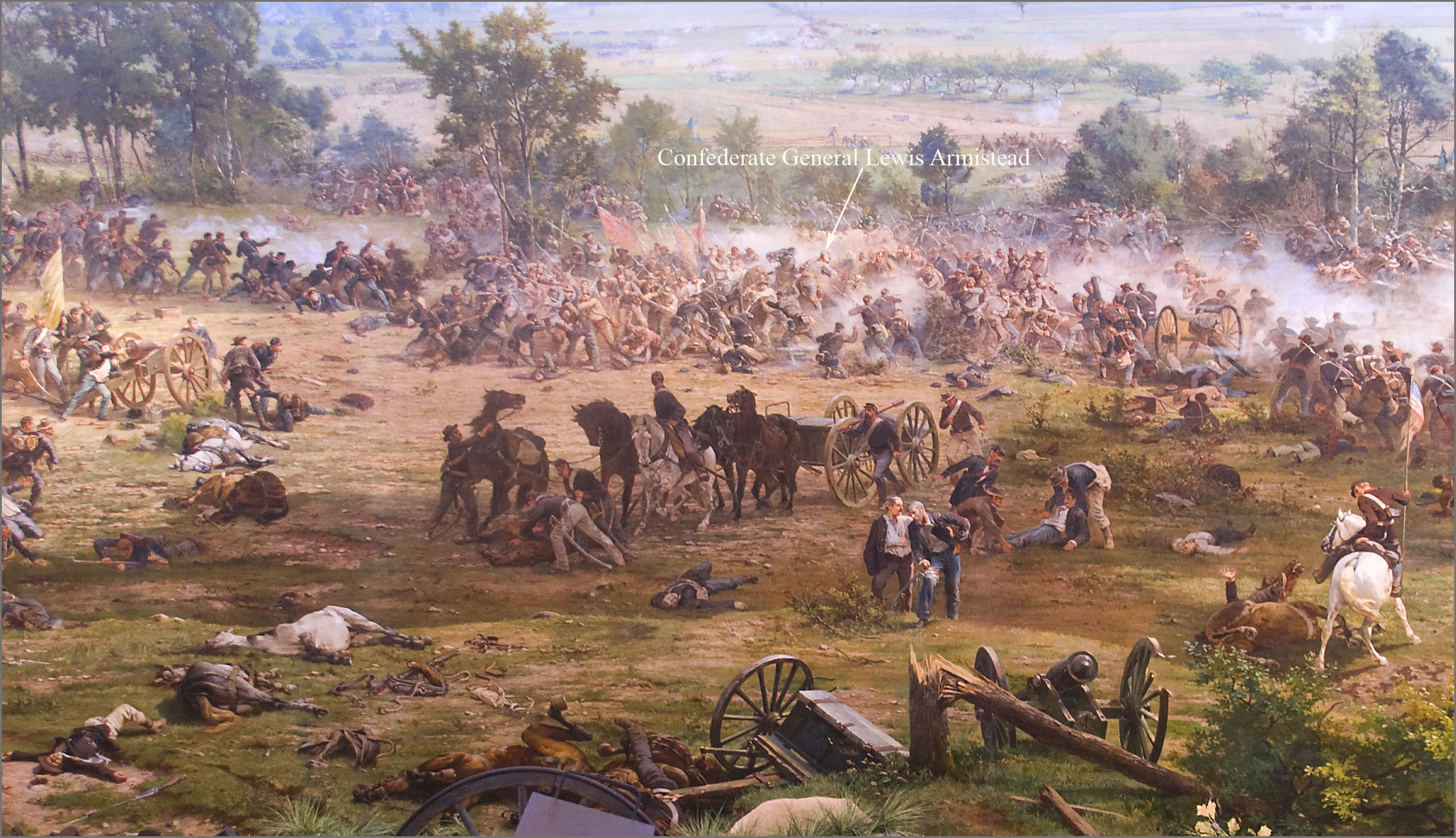
Sydstatsgeneralen Lewis Armistead vid The Angle
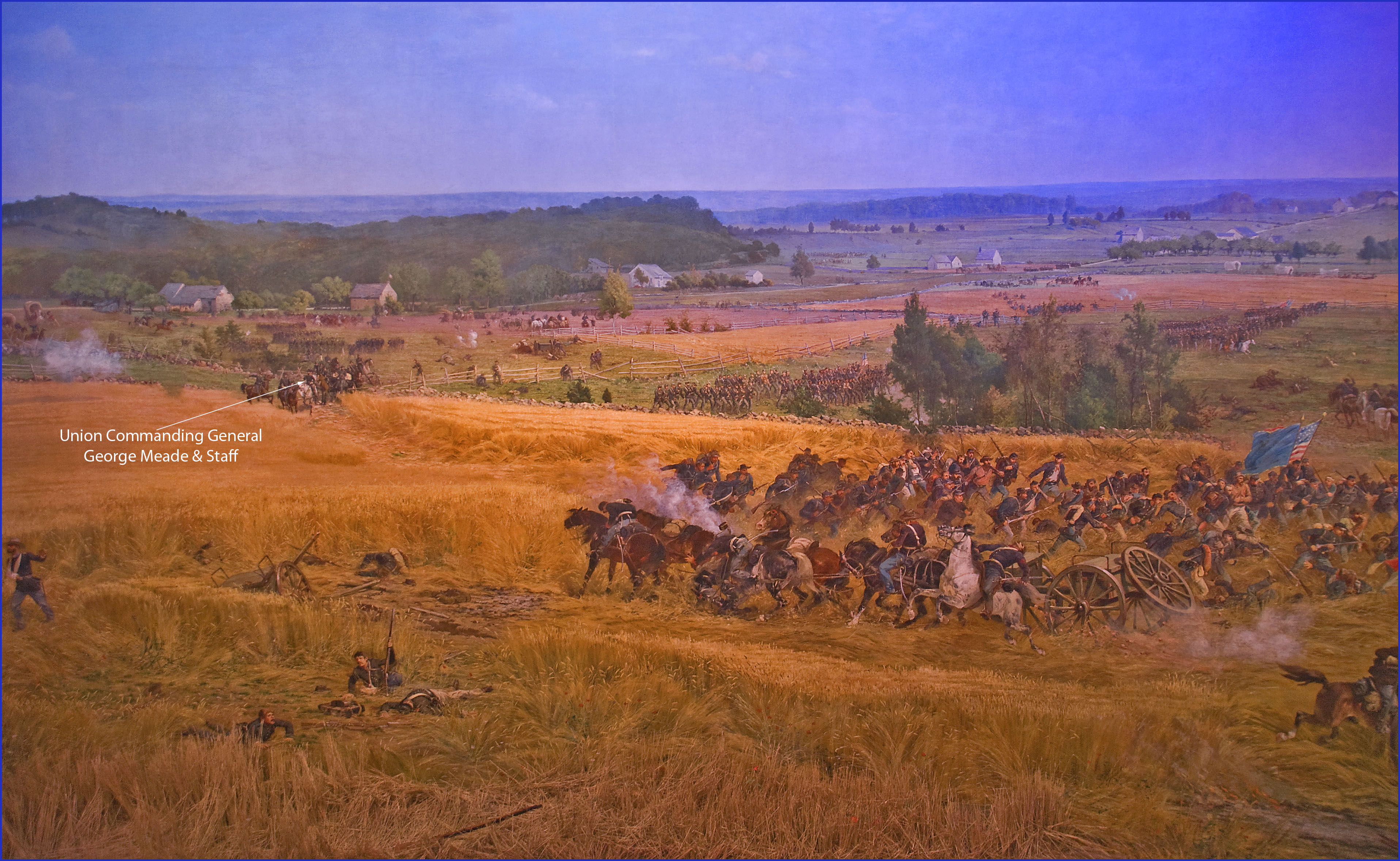
General George Meade med stab under framryckning mot Cemetery Ridge
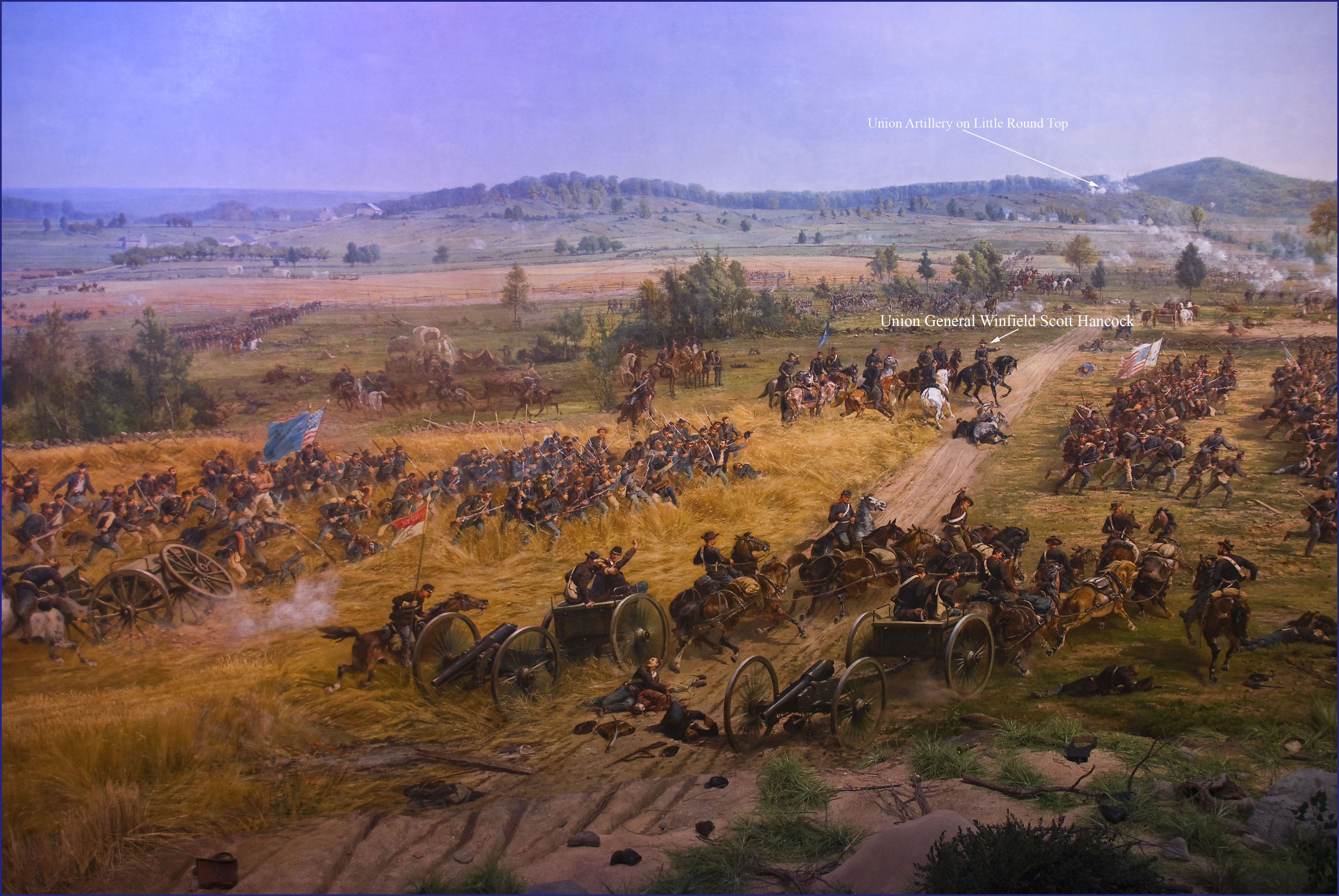
General Winfield Scott Hancock
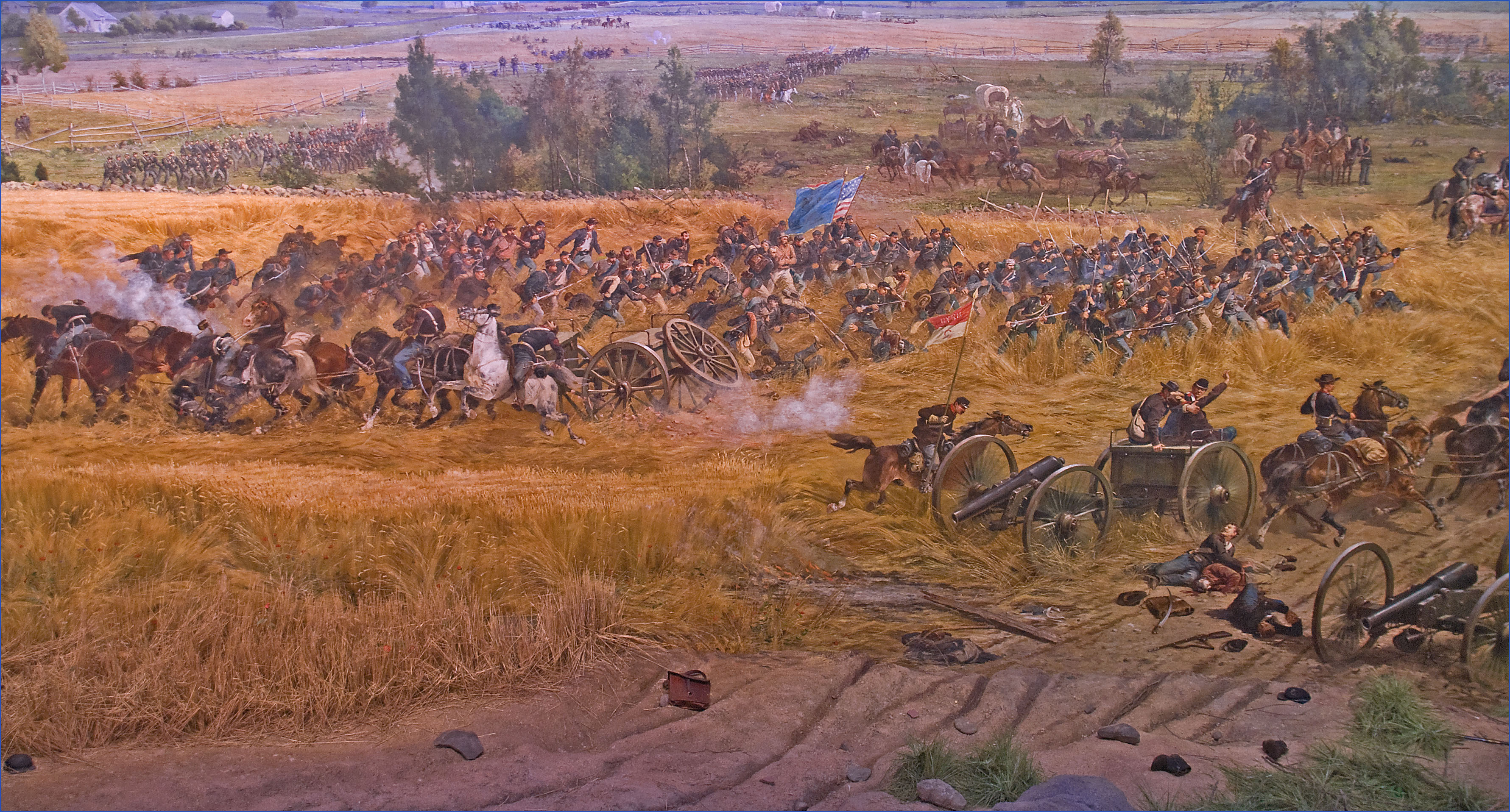
Nordsidans infanteri och artilleri under framryckning mot The Angle
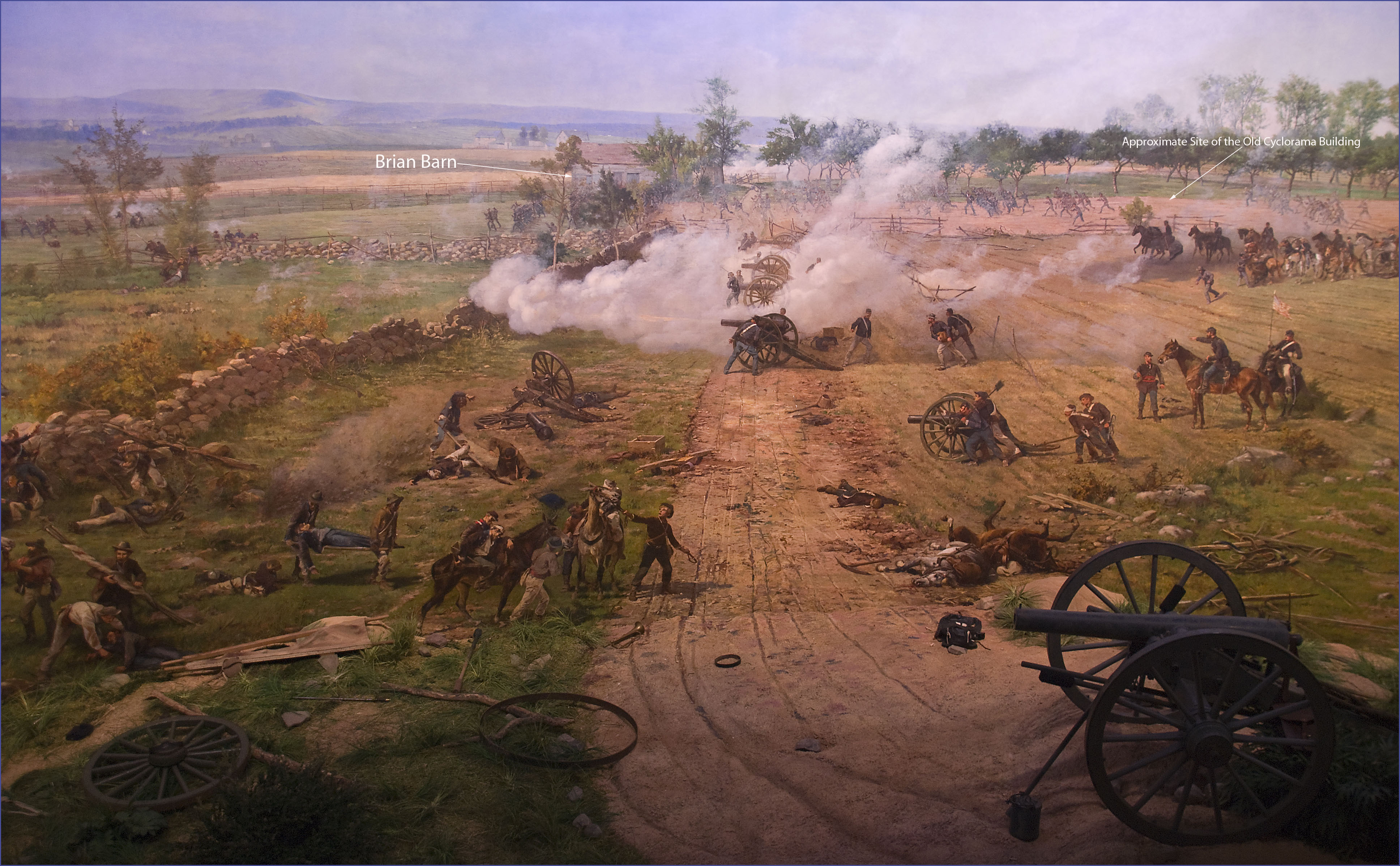
Nordsideslinje på Cemetery Ridge
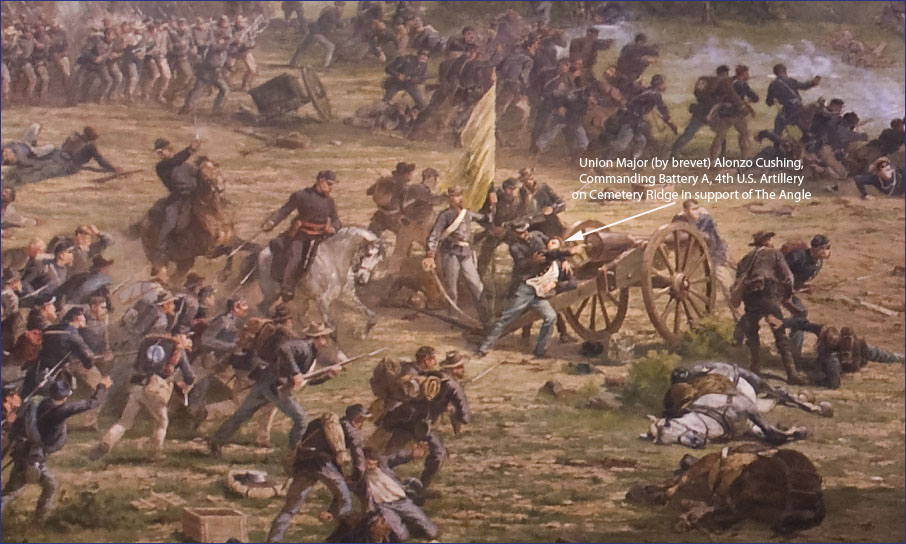
Nordsidans Major Alonzo Cushing vid The Angle